# ЭТЦ-165
ЭТЦ-165 — цепной траншейный экскаватор, производившийся с 1975 по 1985 год Мыйзакюласким филиалом Таллинского экскаваторного завода на базе пневмоколёсного трактора МТЗ-82. После модернизации выпускался до 1989 года под индексом ЭТЦ-165А. Стал дальнейшим усовершенствованием предыдущей модели ЭТЦ-161. Выпуск модели ЭТЦ-165 (с некоторыми конструктивными изменениями) продолжается Хмельницким механическим заводом. Основной задачей машины является создание траншей прямоугольного сечения под укладку кабелей и трубопроводов небольшого диаметра. Сокращение ЭТЦ означает Экскаватор Траншейный Цепной, в индексе 165 первые две цифры указывают глубину отрываемой траншеи в дециметрах (то есть 1,6 метра), последняя — номер модели.

## История

### ЭТЦ-165
В 1959 году на Таллинском экскаваторном заводе было развёрнуто производство лёгких траншейных экскаваторов ЭТН-123 на базе пневмоколёсных тракторов МТЗ-5. В 1961 году производство было перенесено в Мыйзакюла, где был организован филиал (Мыйзаклюаский цех) головного предприятия. До 1964 года в Мыйзакюла производилась модель ЭТН-124 на базе трактора МТЗ-5ЛС/МС. В 1964 году на базе трактора МТЗ-50 была разработана новая модель ЭТЦ-161 с увеличенной до 1,6 метра глубиной копания; её производство продолжалось до 1978 года. Но уже в 1975 году начался выпуск модифицированной модели ЭТЦ-165. Модель выпускалась до 1985 года, всего было выпущено 5445 машин.

### ЭТЦ-165А
К 1985 году предприятием, совместно с НПО «ВНИИземмаш», была проведена работа по модернизации экскаватора ЭТЦ-165 с целью большей унификации с выпускавшимися ПО «Таллэкс» (название Таллинского экскаваторного завода с 1975 года) экскаватором-дреноукладчиком ЭТЦ-202А. Также была повышена надёжность и производительность машины. Модернизированному варианту (получившему индеркс ЭТЦ-165А) был присвоен Государственный знак качества, его производство продолжалось с 1985 до 1989 года. Был изготовлен 4321 экземпляр.
Таким образом, суммарный выпуск моделей ЭТЦ-165 и ЭТЦ-165А составил 9766 машин.

### ЭТЦ-165 производства Хмельницкого механического завода
Хмельницкий механический завод (город Хмельницкий, Украина) продолжает производство траншейного экскаватора ЭТЦ-165, в качестве базовой машины используется трактор ЮМЗ-6Л, МТЗ-80 или МТЗ-82.1. Эти машины незначительно отличаются от ЭТЦ-165, производившихся Мыйзакюласким машиностроительным заводом в 1975—1989 годах. Выпускается также вариант ЭТЦ-165Ф с дискофрезерным оборудованием, круглая фреза установлена снизу на раме рабочего органа.

### Усовершенствованные варианты
В 1990 году Мыйзакюлаский машиностроительный завод начал выпуск ЭТЦ-1607, который стал дальнейшим развитием траншейного экскаватора ЭТЦ-165. В качестве базового трактора использовался МТЗ-82. После приватизации «Таллэкса» завод в Мыйзакюла продолжает выпуск модели ЭТЦ-1607-1. ФГУП «Дмитровский экскаваторный завод» (город Дмитров, Россия) выпускает аналогичную модель ЭТЦ-1609, существующую в нескольких вариантах. От ЭТЦ-165 унаследованы основные черты до сих пор выпускаемых в России навесных агрегатов для траншеекопателей.

## Технические особенности
Цепной траншейный экскаватор ЭТЦ-165/165А производства Мыйзакюлаского машиностроительного завода представляет собой самоходную землеройную машину со скребковым рабочим органом. Экскаватор предназначен для отрытия траншей шириной 0,2—0,4 метра в грунтах I—III категорий. Рабочий орган навешивается сзади на базовый трактор МТЗ-82 (полноприводный вариант трактора МТЗ-80). Впереди машины установлен бульдозерный отвал для закапывания траншеи и разравнивания грунта. При работе экскаватор движется вдоль отрываемой траншеи, глубина траншеи регулируется углом опускания рабочего органа. Подъём и опускание рабочего органа производится с помощью одного гидроцилиндра, управление перекосом, поворотом и подъёмом отвала с помощью трёх гидроцилиндров. Экскаватор снабжён гидромеханическим ходоуменьшителем, встроенным в трансмиссию базового трактора. В исходной модификации ЭТЦ-165 в гидросистему базового трактора внесены изменения, не позволяющие его использование с другим навесным оборудованием. В модификации ЭТЦ-165А навесное оборудование монтируется без доработок базовой машины.
От предыдущей модели (ЭТЦ-161) модель ЭТЦ-165 отличается тем, что базовый трактор имеет два ведущих моста, благодаря чему машина обладает высокими тягово-сцепными качествами. Благодаря более мощному двигателю трактора (80 л. с.) экскаватор имеет лучшие показатели производительности. Количество скоростей рабочей цепи возросло с двух до четырёх. В отличие от предыдущих моделей, имеющих фиксированный угол установки отвала 90 градусов, отвал ЭТЦ-165 может поворачиваться в обе стороны на углы до 45 градусов и выдвигаться в сторону за колесо. Это повышает производительность при движении машины вдоль траншеи для её обратной засыпки. Помимо траншей шириной 0,2 м и 0,4 м, отрываемых предыдущими моделями экскаваторов, новая модель может отрывать траншеи промежуточной ширины 0,27 м. Экскаватор имеет высокую мобильность и манёвренность, он может использоваться в стеснённых условиях на больших объектах, где требуются частые перемещения машины.
Рабочий орган представляет собой однорядную втулочно-роликовую бесконечную цепь, расположенную на раме. Цепь снабжена ножами для резания грунта и скребками для выноса его из отрываемой траншеи. Заменой ножей и скребков можно устанавливать ширину траншеи на 0,2 м, 0,27 м и 0,4 м. Цепь огибает ведущую звёздочку (смонтирована на редукторе привода рабочего органа) и направляющую звёздочку, снабжённую натяжным устройством. На раме расположены также два опорных ролика. Корпус привода рабочего органа крепится к заднему мосту базовой машины. Привод рабочего органа осуществляется через трехступенчатый редуктор, вращаемый от привода заднего вала отбора мощности. Редуктор обеспечивает четыре рабочие скорости и две скорости реверса рабочей цепи. Для предохранения трансмиссии от поломок при встрече рабочего органа с непреодолимым препятствием в приводе рабочего органа устанавливается предохранительная муфта. Сверху рамы закреплёна штанга с башмаком, предназначенным для зачистки дна отрываемой траншеи. Удаление грунта с бермы траншеи производится с помощью двух шнековых конвейеров, устанавливаемых на раме в положении, определяемом глубиной копания и приводимых в действие рабочей цепью.
Экскаваторы модельного ряда ЭТЦ-165 допускают возможность замены основного скребкового рабочего органа на баровый для прорезания узких (шириной 0,14 метров) щелей в мёрзлых грунтах или грунтах повышенной прочности.

## Основные характеристики
В таблице приведены основные технические характеристики экскаватора ЭТЦ-165/165А. Для сравнения рядом приводятся характеристики ЭТЦ-161.
| Модель                              | ЭТЦ-161                                     | ЭТЦ-165/ЭТЦ-165А                            |
| ----------------------------------- | ------------------------------------------- | ------------------------------------------- |
| Базовая машина                      | МТЗ-50                                      | МТЗ-82                                      |
| Глубина траншеи, м                  | 1,600                                       | 1,600                                       |
| Ширина траншеи, м                   | 0,2; 0,4                                    | 0,2; 0,27; 0,4                              |
| Марка двигателя                     | Д-50                                        | Д-240                                       |
| Мощность двигателя, л. с. (кВт)     | 55 (40)                                     | 80 (59)                                     |
| Рабочая скорость, м/ч               | 0—400                                       | 20—1150                                     |
| Транспортная скорость, км/ч         | 1,64—25,8                                   | 1,89—33,9                                   |
| Регулирование рабочей скорости      | гидравлическое                              | гидравлическое                              |
| Регулирование транспортной скорости | механическое                                | механическое                                |
| Тип рабочего органа                 | скребковая цепь                             | скребковая цепь                             |
| Скорость рабочей цепи, м/с          | 0,65; 1,19; 1,22; 2,21                      | 0,65; 1,19; 1,22; 2,21                      |
| Механизм подъёма рабочего органа    | гидравлический                              | гидравлический                              |
| Способ удаления грунта              | шнековый конвейер, в обе стороны от траншеи | шнековый конвейер, в обе стороны от траншеи |
| Транспортная длина, м               | 4,830                                       | 6,000                                       |
| Транспортная ширина, м              | 2,130                                       | 2,450                                       |
| Транспортная высота, м              | 3,500                                       | 3,370                                       |
| Масса, кг                           | 4550                                        | 5800                                        |
| Тип движителя                       | колёсный                                    | колёсный                                    |

Мыйзакюлаский машиностроительный завод выпускает дополнительное оборудование к экскаватору ЭТЦ-165А (может применяться также на ЭТЦ-1607) — рабочий орган с цепью «аллигаторного» типа, пригодный для использования с мёрзлыми и вечномёрзлыми грунтами, для прорезания асфальта и для грунтов с включениями мягких скальных пород и застывшего цементного раствора. Ширина отрываемой траншеи составляет 0,25 м, глубина 1,1; 1,3 и 1,6 метров.